# Liga de baloncesto de Corea 2024-25

La Liga de baloncesto de Corea 2024-25, oficialmente KBL 2024-25, fue la edición número 27 de la Liga de baloncesto de Corea, la primera división del baloncesto profesional de Corea del Sur. Los campeones fueron los Changwon LG Sakers, que lograban así el primer título de su historia.

## Equipos
| Equipo                 | Ciudad   |
| ---------------------- | -------- |
| Anyang KGC             | Anyang   |
| Suwon KT Sonicboom     | Busan    |
| Changwon LG Sakers     | Changwon |
| Goyang Dayone Sports   | Goyang   |
| Daegu                  | Incheon  |
| Jeonju KCC Egis        | Jeonju   |
| Seoul Samsung Thunders | Seúl     |
| Seoul SK Knights       | Seúl     |
| Ulsan Mobis Phoebus    | Ulsan    |
| Wonju DB Promy         | Wonju    |

## Clasificación
|                                                               | Equipo                      | J  | G  | P  | %V   | PF   | PC   | DP   |
| ------------------------------------------------------------- | --------------------------- | -- | -- | -- | ---- | ---- | ---- | ---- |
| 1                                                             | Seoul SK Knights            | 54 | 41 | 13 | 75,9 | 4289 | 3992 | 297  |
| 2                                                             | Changwon LG Sakers          | 54 | 34 | 20 | 62,9 | 4170 | 3977 | 193  |
| 3                                                             | Ulsan Hyundai Mobis Phoebus | 54 | 33 | 21 | 61,1 | 4387 | 4269 | 118  |
| 4                                                             | Suwon                       | 54 | 33 | 21 | 61,1 | 4033 | 3978 | 55   |
| 5                                                             | Daegu                       | 54 | 28 | 26 | 51,8 | 4255 | 4031 | 224  |
| 6                                                             | Anyang KGC                  | 54 | 25 | 29 | 46,2 | 4119 | 4216 | -97  |
| 7                                                             | Wonju DB Promy              | 54 | 23 | 31 | 42,5 | 4123 | 4225 | -102 |
| 8                                                             | Goyang Orion Orions         | 54 | 19 | 35 | 35,1 | 4113 | 4301 | -188 |
| 9                                                             | Jeonju KCC Egis             | 54 | 18 | 36 | 33,3 | 4210 | 4427 | -217 |
| 10                                                            | Seoul Samsung Thunders      | 54 | 16 | 38 | 29,6 | 3996 | 4279 | -283 |
| Fuente: Liga de baloncesto de Corea; actualización automática |                             |    |    |    |      |      |      |      |

Los primeros seis clasificados jugarán unos playoffs. Los dos primeros se clasifican directamente a la semifinal.

## Playoffs
En cuartos de final y semifinales, se jugaron playoffs a cinco partidos; y en la final se jugó un playoff a siete partidos.
|  | Cuartos de final | Cuartos de final            | Cuartos de final            |                    |   | Semifinales | Semifinales | Semifinales |  |    | Final            | Final | Final |  |
|  |                  |                             |                             |                    |   |             |             |             |  |    |                  |       |       |  |
|  |                  |                             |                             |                    |   |             |             |             |  |    |                  |       |       |  |
|  |                  |                             |                             |                    |   |             |             |             |  |    |                  |       |       |  |
|  |                  |                             |                             |                    |   |             |             |             |  |    |                  |       |       |  |
|  |                  |                             |                             |                    |   |             |             |             |  |    |                  |       |       |  |
|  |                  | 1º                          | Seoul SK Knights            | 3                  |   |             |             |             |  |    |                  |       |       |  |
|  |                  |                             |                             | 3                  |   |             |             |             |  |    |                  |       |       |  |
|  |                  |                             | 4º                          | Suwon KT Sonicboom | 1 |             |             |             |  |    |                  |       |       |  |
|  | 4º               | Suwon KT Sonicboom          | 4º                          | Suwon KT Sonicboom | 1 | 3           |             |             |  |    |                  |       |       |  |
|  | 4º               | Suwon KT Sonicboom          |                             |                    |   |             |             |             |  |    |                  |       |       |  |
|  | 5º               | Daegu KOGAS Pegasus         | 2                           |                    |   |             |             |             |  |    |                  |       |       |  |
|  | 5º               | Daegu KOGAS Pegasus         | 2                           |                    |   |             |             |             |  | 1º | Seoul SK Knights | 3     |       |  |
|  |                  |                             |                             |                    |   |             |             |             |  | 1º | Seoul SK Knights | 3     |       |  |
|  |                  |                             | 2º                          | Changwon LG Sakers | 4 |             |             |             |  |    |                  |       |       |  |
|  |                  |                             | 2º                          | Changwon LG Sakers | 4 |             |             |             |  |    |                  |       |       |  |
|  |                  |                             |                             |                    |   |             |             |             |  |    |                  |       |       |  |
|  |                  |                             |                             |                    |   |             |             |             |  |    |                  |       |       |  |
|  |                  | 3º                          | Ulsan Hyundai Mobis Phoebus | 0                  |   |             |             |             |  |    |                  |       |       |  |
|  |                  |                             |                             | 0                  |   |             |             |             |  |    |                  |       |       |  |
|  |                  |                             | 2º                          | Changwon LG Sakers | 3 |             |             |             |  |    |                  |       |       |  |
|  | 3º               | Ulsan Hyundai Mobis Phoebus | 2º                          | Changwon LG Sakers | 3 | 3           |             |             |  |    |                  |       |       |  |
|  | 3º               | Ulsan Hyundai Mobis Phoebus |                             |                    |   |             |             |             |  |    |                  |       |       |  |
|  | 6º               | Anyang KGC                  | 0                           |                    |   |             |             |             |  |    |                  |       |       |  |
|  | 6º               | Anyang KGC                  | 0                           |                    |   |             |             |             |  |    |                  |       |       |  |
|  |                  |                             |                             |                    |   |             |             |             |  |    |                  |       |       |  |